# Steppin' Out (Joan Armatrading)
Steppin' Out è un album dal vivo della cantautrice britannica Joan Armatrading, pubblicato nel 1979.

## Tracce
Side 1
1. Mama Mercy – 3:45
2. Cool Blue Stole My Heart – 7:12
3. How Cruel – 2:30
4. Love Song – 3:38
5. Love and Affection – 4:52

Side 2
1. Steppin' Out – 3:31
2. You Rope You Tie Me – 4:36
3. Kissin' and a Huggin' – 5:59
4. Tall in the Saddle – 6.31